# El Pinar (Uruguay)

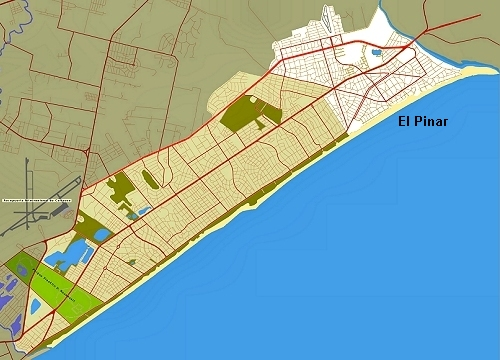
Locatie van El Pinar in Ciudad de la Costa

El Pinar is een stad in Uruguay. Ze vormt sinds 1994 een onderdeel van de nieuwe agglomeratie Ciudad de la Costa. El Pinar ligt in het oosten van de agglomeratie, grenzend aan Lomas de Solymar in het westen.

## Inwoners
| Jaar | Populatie |
| ---- | --------- |
| 1963 | 394       |
| 1975 | 1.874     |
| 1985 | 3.479     |
| 1996 | 10.383    |
| 2004 | 17.221    |
| 2011 | 21.091    |